# Finales NBA 2011
Navigation
Finales 2010 Finales 2012
Les finales NBA 2011 représentent la dernière série des Playoffs de la saison 2010-2011 de la National Basketball Association (NBA) au cours de laquelle le champion de la Conférence Ouest, les Mavericks de Dallas, a battu le champion de la Conférence Est, le Heat de Miami,  en six matchs pour remporter son premier titre NBA. La série a eu lieu du 31 mai au 12 juin 2011. Le joueur des Mavericks Dirk Nowitzki a été nommé MVP de la finale, devenant le deuxième européen de l'histoire à remporter le prix après Tony Parker (2007). La série était une revanche des finales NBA 2006, que le Heat avait remportée en six matchs pour remporter leur premier titre NBA.
Avant le début de la finale, le Heat faisait figure de favori avec leurs superstars nouvellement acquises LeBron James et Chris Bosh ainsi que la superstar Dwyane Wade.

## Contexte
Les Mavericks et le Heat ont fait leur deuxième apparition dans les finales NBA, la première pour les deux équipes étant les finales NBA 2006. Cette finale a marqué une revanche de ces finales, remportées par Miami en six matchs, après que les Mavericks gagnaient 2-0.
C'était également la première fois depuis 2006 que ni les Lakers de Los Angeles, ni les Spurs de San Antonio ne représentaient la Conférence Ouest.
Le Heat avait l'avantage du terrain grâce à un meilleur bilan de saison régulière que les Mavericks. Ce n'était que la deuxième fois que la Conférence Est bénéficiait d'un avantage à domicile lors des finales depuis la fin de l'ère Michael Jordan en 1998. C'est également la première fois depuis 1995 que l'équipe de la Conférence Est perd en finale malgré son avantage du terrain.
C'est au cours de cette finale 2011 qu'un match de finale NBA a été joué au mois de mai depuis 1986.
Parmi les joueurs des deux équipes, seuls Dirk Nowitzki et Jason Terry de Dallas, ainsi que Dwyane Wade et Udonis Haslem de Miami, avaient participé à la finale de 2006 avec la même équipe.

## Lieux des compétitions
Les deux salles pour le tournoi ces finales sont : l'American Airlines Arena de Miami et l'American Airlines Center de Dallas.
| Dallas                   | \| Miami Dallas \| | Miami                   |
| American Airlines Center | \| Miami Dallas \| | American Airlines Arena |
| Capacité: 19 200         | \| Miami Dallas \| | Capacité: 19 600        |
| American Airlines Center | \| Miami Dallas \| | American Airlines Arena |
| Miami Dallas             |                    |                         |

## Résumé de la saison
| Conférence Ouest | Conférence Ouest                   | Conférence Ouest | Conférence Ouest | Conférence Ouest | Conférence Ouest |  |
| No               | Franchise                          | V                | D                | PCT              | GB               |  |
| ---------------- | ---------------------------------- | ---------------- | ---------------- | ---------------- | ---------------- |  |
| 1                | Spurs de San Antonio               | 61               | 21               | 74,4 %           | -                |  |
| 2                | Lakers de Los Angeles (a)          | 57               | 25               | 69,5 %           | 04.0             |  |
| 3                | Mavericks de Dallas (a)            | 57               | 25               | 69,5 %           | 04.0             |  |
| 4                | Thunder d'Oklahoma City            | 55               | 27               | 67,1 %           | 06.0             |  |
| 5                | Nuggets de Denver                  | 50               | 32               | 61,0 %           | 11.0             |  |
| 6                | Trail Blazers de Portland          | 48               | 34               | 58,5 %           | 13.0             |  |
| 7                | Hornets de La Nouvelle-Orléans (b) | 46               | 36               | 56,1 %           | 15.0             |  |
| 8                | Memphis Grizzlies (b)              | 46               | 36               | 56,1 %           | 15.0             |  |
|                  |                                    |                  |                  |                  |                  |  |
| 9                | Rockets de Houston                 | 43               | 39               | 52,4 %           | 18.0             |  |
| 10               | Suns de Phoenix                    | 40               | 42               | 48,8 %           | 21.0             |  |
| 11               | Jazz de l'Utah                     | 39               | 43               | 47,6 %           | 22.0             |  |
| 12               | Warriors de Golden State           | 36               | 46               | 43,9 %           | 25.0             |  |
| 13               | Clippers de Los Angeles            | 32               | 50               | 39,0 %           | 29.0             |  |
| 14               | Kings de Sacramento                | 24               | 58               | 29,3 %           | 37.0             |  |
| 15               | Timberwolves du Minnesota          | 17               | 65               | 20,7 %           | 65.0             |  |

Légende : 

(a) : A bilan égal, un champion de division est mieux classé.

(b) : Les Hornets devancent les Grizzlies grâce à un meilleur bilan de division (9 victoires-7 défaites contre 8 victoires-8 défaites) puisque leurs affrontements ne les départagent pas (2 victoires partout).
| Conférence Est | Conférence Est         | Conférence Est | Conférence Est | Conférence Est | Conférence Est |  |
| No             | Franchise              | Vic.           | Def.           | % V/D          | RV             |  |
| -------------- | ---------------------- | -------------- | -------------- | -------------- | -------------- |  |
| 1              | Bulls de Chicago       | 62             | 20             | 75,6 %         | -              |  |
| 2              | Heat de Miami          | 58             | 24             | 70,7 %         | 04.0           |  |
| 3              | Celtics de Boston      | 56             | 26             | 68,3 %         | 06.0           |  |
| 4              | Magic d'Orlando        | 52             | 30             | 63,4 %         | 10.0           |  |
| 5              | Hawks d'Atlanta        | 44             | 38             | 53,7 %         | 18.0           |  |
| 6              | Knicks de New York     | 42             | 40             | 51,2 %         | 20.0           |  |
| 7              | 76ers de Philadelphie  | 41             | 41             | 50,0 %         | 21.0           |  |
| 8              | Pacers de l'Indiana    | 37             | 45             | 45,1 %         | 25.0           |  |
|                |                        |                |                |                |                |  |
| 9              | Bucks de Milwaukee     | 35             | 47             | 42,7 %         | 27.0           |  |
| 10             | Bobcats de Charlotte   | 34             | 48             | 41,5 %         | 28.0           |  |
| 11             | Pistons de Détroit     | 30             | 52             | 36,6 %         | 32.0           |  |
| 12             | Nets du New Jersey     | 24             | 58             | 29,3 %         | 38.0           |  |
| 13             | Wizards de Washington  | 23             | 59             | 28,0 %         | 39.0           |  |
| 14             | Raptors de Toronto     | 22             | 60             | 26,8 %         | 40.0           |  |
| 15             | Cavaliers de Cleveland | 19             | 63             | 23,2 %         | 43.0           |  |

### Parcours des Mavericks de Dallas en Playoffs
Premier tour : Victoire face aux Trail Blazers de Portland, 4–2
Demi-finale de conférence : Victoire face aux Lakers de Los Angeles, 4–0
Finale de conférence : Victoire face au Thunder d'Oklahoma City, 4–1

### Parcours du Heat de Miami en Playoffs
Premier tour : Victoire face aux 76ers de Philadelphie, 4–1
Demi-finale de conférence : Victoire face aux Celtics de Boston, 4–1
Finale de conférence : Victoire face aux Bulls de Chicago, 4–1

### Tableau des Playoffs
|  | 1er tour         | 1er tour                       | 1er tour                |   |                         | Demi-finales de Conférence | Demi-finales de Conférence | Demi-finales de Conférence |  |   | Finales de Conférence   | Finales de Conférence | Finales de Conférence |  |    | Finales NBA   | Finales NBA | Finales NBA |
|  |                  |                                |                         |   |                         |                            |                            |                            |  |   |                         |                       |                       |  |    |               |             |             |
|  | 1                | Bulls de Chicago               | 4                       |   |                         |                            |                            |                            |  |   |                         |                       |                       |  |    |               |             |             |
|  | 8                | Pacers de l'Indiana            | 1                       |   |                         |                            |                            |                            |  |   |                         |                       |                       |  |    |               |             |             |
|  | 8                | Pacers de l'Indiana            | 1                       |   | 1                       | Bulls de Chicago           | 4                          |                            |  |   |                         |                       |                       |  |    |               |             |             |
|  |                  |                                |                         |   | 1                       | Bulls de Chicago           | 4                          |                            |  |   |                         |                       |                       |  |    |               |             |             |
|  |                  | 5                              | Hawks d'Atlanta         | 2 |                         |                            |                            |                            |  |   |                         |                       |                       |  |    |               |             |             |
|  | 4                | 5                              | Hawks d'Atlanta         | 2 | Magic d'Orlando         | 2                          |                            |                            |  |   |                         |                       |                       |  |    |               |             |             |
|  | 4                |                                |                         |   | Magic d'Orlando         | 2                          |                            |                            |  |   |                         |                       |                       |  |    |               |             |             |
|  | 5                | Hawks d'Atlanta                | 4                       |   |                         |                            |                            |                            |  |   |                         |                       |                       |  |    |               |             |             |
|  | 5                | Hawks d'Atlanta                | 4                       |   |                         |                            |                            |                            |  | 1 | Bulls de Chicago        | 1                     |                       |  |    |               |             |             |
|  | Conférence Est   |                                |                         |   |                         |                            |                            |                            |  | 1 | Bulls de Chicago        | 1                     |                       |  |    |               |             |             |
|  |                  | 2                              | Heat de Miami           | 4 |                         |                            |                            |                            |  |   |                         |                       |                       |  |    |               |             |             |
|  | 3                | 2                              | Heat de Miami           | 4 | Celtics de Boston       | 4                          |                            |                            |  |   |                         |                       |                       |  |    |               |             |             |
|  | 3                |                                |                         |   | Celtics de Boston       | 4                          |                            |                            |  |   |                         |                       |                       |  |    |               |             |             |
|  | 6                | Knicks de New York             | 0                       |   |                         |                            |                            |                            |  |   |                         |                       |                       |  |    |               |             |             |
|  | 6                | Knicks de New York             | 0                       |   | 3                       | Celtics de Boston          | 1                          |                            |  |   |                         |                       |                       |  |    |               |             |             |
|  |                  |                                |                         |   | 3                       | Celtics de Boston          | 1                          |                            |  |   |                         |                       |                       |  |    |               |             |             |
|  |                  | 2                              | Heat de Miami           | 4 |                         |                            |                            |                            |  |   |                         |                       |                       |  |    |               |             |             |
|  | 2                | 2                              | Heat de Miami           | 4 | Heat de Miami           | 4                          |                            |                            |  |   |                         |                       |                       |  |    |               |             |             |
|  | 2                |                                |                         |   | Heat de Miami           | 4                          |                            |                            |  |   |                         |                       |                       |  |    |               |             |             |
|  | 7                | 76ers de Philadelphie          | 1                       |   |                         |                            |                            |                            |  |   |                         |                       |                       |  |    |               |             |             |
|  | 7                | 76ers de Philadelphie          | 1                       |   |                         |                            |                            |                            |  |   |                         |                       |                       |  | E2 | Heat de Miami | 2           |             |
|  |                  |                                |                         |   |                         |                            |                            |                            |  |   |                         |                       |                       |  | E2 | Heat de Miami | 2           |             |
|  |                  | W3                             | Mavericks de Dallas     | 4 |                         |                            |                            |                            |  |   |                         |                       |                       |  |    |               |             |             |
|  | 1                | W3                             | Mavericks de Dallas     | 4 | Spurs de San Antonio    | 2                          |                            |                            |  |   |                         |                       |                       |  |    |               |             |             |
|  | 1                |                                |                         |   | Spurs de San Antonio    | 2                          |                            |                            |  |   |                         |                       |                       |  |    |               |             |             |
|  | 8                | Grizzlies de Memphis           | 4                       |   |                         |                            |                            |                            |  |   |                         |                       |                       |  |    |               |             |             |
|  | 8                | Grizzlies de Memphis           | 4                       |   | 8                       | Grizzlies de Memphis       | 3                          |                            |  |   |                         |                       |                       |  |    |               |             |             |
|  |                  |                                |                         |   | 8                       | Grizzlies de Memphis       | 3                          |                            |  |   |                         |                       |                       |  |    |               |             |             |
|  |                  | 4                              | Thunder d'Oklahoma City | 4 |                         |                            |                            |                            |  |   |                         |                       |                       |  |    |               |             |             |
|  | 4                | 4                              | Thunder d'Oklahoma City | 4 | Thunder d'Oklahoma City | 4                          |                            |                            |  |   |                         |                       |                       |  |    |               |             |             |
|  | 4                |                                |                         |   | Thunder d'Oklahoma City | 4                          |                            |                            |  |   |                         |                       |                       |  |    |               |             |             |
|  | 5                | Nuggets de Denver              | 1                       |   |                         |                            |                            |                            |  |   |                         |                       |                       |  |    |               |             |             |
|  | 5                | Nuggets de Denver              | 1                       |   |                         |                            |                            |                            |  | 4 | Thunder d'Oklahoma City | 1                     |                       |  |    |               |             |             |
|  | Conférence Ouest |                                |                         |   |                         |                            |                            |                            |  | 4 | Thunder d'Oklahoma City | 1                     |                       |  |    |               |             |             |
|  |                  | 3                              | Mavericks de Dallas     | 4 |                         |                            |                            |                            |  |   |                         |                       |                       |  |    |               |             |             |
|  | 3                | 3                              | Mavericks de Dallas     | 4 | Mavericks de Dallas     | 4                          |                            |                            |  |   |                         |                       |                       |  |    |               |             |             |
|  | 3                |                                |                         |   | Mavericks de Dallas     | 4                          |                            |                            |  |   |                         |                       |                       |  |    |               |             |             |
|  | 6                | Trail Blazers de Portland      | 2                       |   |                         |                            |                            |                            |  |   |                         |                       |                       |  |    |               |             |             |
|  | 6                | Trail Blazers de Portland      | 2                       |   | 3                       | Mavericks de Dallas        | 4                          |                            |  |   |                         |                       |                       |  |    |               |             |             |
|  |                  |                                |                         |   | 3                       | Mavericks de Dallas        | 4                          |                            |  |   |                         |                       |                       |  |    |               |             |             |
|  |                  | 2                              | Lakers de Los Angeles   | 0 |                         |                            |                            |                            |  |   |                         |                       |                       |  |    |               |             |             |
|  | 2                | 2                              | Lakers de Los Angeles   | 0 | Lakers de Los Angeles   | 4                          |                            |                            |  |   |                         |                       |                       |  |    |               |             |             |
|  | 2                |                                |                         |   | Lakers de Los Angeles   | 4                          |                            |                            |  |   |                         |                       |                       |  |    |               |             |             |
|  | 7                | Hornets de la Nouvelle-Orléans | 2                       |   |                         |                            |                            |                            |  |   |                         |                       |                       |  |    |               |             |             |

## Matchs de la Finale NBA
Heat de Miami  – Mavericks de Dallas :  2 – 4
| Match # | Date         | Lieu                            | Score       | Score           | Score               | Meilleurs joueurs Heat de Miami | Meilleurs joueurs Mavericks de Dallas |
| Match # | Date         | Lieu                            | Quart-temps | Heat de Miami   | Mavericks de Dallas | Meilleurs joueurs Heat de Miami | Meilleurs joueurs Mavericks de Dallas |
| ------- | ------------ | ------------------------------- | ----------- | --------------- | ------------------- | --- | --- |
| 1       | 31 mai 21 h  | American Airlines Arena Miami   | 1 2 3 4 T   | 16 27 22 27 92  | 17 27 17 23 84      | Total : LeBron James (24 pts, 9 reb., 5 pd) Points : LeBron James (24) Rebonds : Dwyane Wade (10) Passes décisives : Dwyane Wade (6)                | Total : Dirk Nowitzki (27 pts, 8 reb., 2 pd) Points : Dirk Nowitzki (27) Rebonds : Shawn Marion (10) Passes décisives : Jason Kidd (6)                      |
| 2       | 2 juin 21 h  | American Airlines Arena Miami   | 1 2 3 4 T   | 28 23 24 18 93  | 28 23 20 24 95      | Total : Dwyane Wade (36 pts, 5 reb., 6 pd) Points : Dwyane Wade (36) Rebonds : LeBron James et Chris Bosh (8) Passes décisives : Dwyane Wade (6)    | Total : Dirk Nowitzki (24 pts, 11 reb., 4 pd) Points : Dirk Nowitzki (24) Rebonds : Dirk Nowitzki (11) Passes décisives : Jason Kidd (5)                    |
| 3       | 5 juin 20 h  | American Airlines Center Dallas | 1 2 3 4 T   | 29 18 20 21 88  | 22 20 22 86         | Total : Dwyane Wade (29 pts, 11 reb., 3 pd) Points : Dwyane Wade (29) Rebonds : Dwyane Wade (11) Passes décisives : LeBron James (9)                | Total : Dirk Nowitzki (34 pts, 11 reb., 1 pd) Points : Dirk Nowitzki (34) Rebonds : Dirk Nowitzki et Tyson Chandler (11) Passes décisives : Jason Kidd (10) |
| 4       | 7 juin 21 h  | American Airlines Center Dallas | 1 2 3 4 T   | 21 26 22 14 83  | 21 24 20 21 86      | Total : Dwyane Wade (32 pts, 6 reb., 2 pd) Points : Dwyane Wade (32) Rebonds : LeBron James (9) Passes décisives : LeBron James (7)                 | Total : Tyson Chandler (13 pts, 16 reb., 1 pd) Points : Dirk Nowitzki (21) Rebonds : Tyson Chandler (16) Passes décisives : José Juan Barea (4)             |
| 5       | 9 juin 21 h  | American Airlines Center Dallas | 1 2 3 4 T   | 31 26 22 24 103 | 30 24 28 112        | Total : Dwyane Wade (23 pts, 2 reb., 8 pd) Points : Dwyane Wade (23) Rebonds : LeBron James et Chris Bosh (10) Passes décisives : LeBron James (10) | Total : Dirk Nowitzki (29 pts, 6 reb., 3 pd) Points : Dirk Nowitzki (29) Rebonds : Tyson Chandler (7) Passes décisives : Jason Kidd et Jason Terry (6)      |
| 6       | 12 juin 20 h | American Airlines Arena Miami   | 1 2 3 4 T   | 27 24 21 23 95  | 32 21 28 24 105     | Total : LeBron James (21 pts, 6 reb., 1 pd) Points : LeBron James (21) Rebonds : Udonis Haslem (9) Passes décisives : Mario Chalmers (7)            | Total : Jason Terry (27 pts, 2 reb., 2 pd) Points : Jason Terry (27) Rebonds : Dirk Nowitzki (11) Passes décisives : Jason Kidd (8)                         |

### Résumé de la série
| Match  | Date             | Équipe extérieure | Résultat      | Équipe à domicile |
| ------ | ---------------- | ----------------- | ------------- | ----------------- |
| Game 1 | Mardi 31 mai     | Dallas Mavericks  | 84–92 (0–1)   | Heat de Miami     |
| Game 2 | Jeudi 2 juin     | Dallas Mavericks  | 95–93 (1–1)   | Heat de Miami     |
| Game 3 | Dimanche 5 juin  | Heat de Miami     | 88–86 (2–1)   | Dallas Mavericks  |
| Game 4 | Mardi 7 juin     | Heat de Miami     | 83–86 (2–2)   | Dallas Mavericks  |
| Game 5 | Jeudi 9 juin     | Heat de Miami     | 103–112 (2–3) | Dallas Mavericks  |
| Game 6 | Dimanche 12 juin | Dallas Mavericks  | 105–95 (4–2)  | Heat de Miami     |

### Leaders statistiques
| Catégorie        | Meilleure performance                                     | Meilleure performance             | Meilleure performance | Moyenne sur les finales | Moyenne sur les finales | Moyenne sur les finales | Moyenne sur les finales |
| Catégorie        | Joueur                                                    | Équipe                            | Total                 | Joueur                  | Équipe                  | Moy.                    | Matchs joués            |
| ---------------- | --------------------------------------------------------- | --------------------------------- | --------------------- | ----------------------- | ----------------------- | ----------------------- | ----------------------- |
| Points           | Dwyane Wade                                               | Heat de Miami                     | 36                    | Dwyane Wade             | Heat de Miami           | 26,5                    | 6                       |
| Rebonds          | Tyson Chandler                                            | Mavericks de Dallas               | 16                    | Dirk Nowitzki           | Dallas Mavericks        | 9.7                     | 6                       |
| Passes décisives | Jason Kidd LeBron James                                   | Mavericks de Dallas Heat de Miami | 10                    | LeBron James            | Heat de Miami           | 6.8                     | 6                       |
| Interceptions    | Mike Bibby LeBron James                                   | Heat de Miami                     | 4                     | LeBron James            | Heat de Miami           | 1,7                     | 6                       |
| Contres          | Joel Anthony Brendan Haywood Tyson Chandler Dirk Nowitzki | Heat de Miami Mavericks de Dallas | 3                     | Dwyane Wade             | Heat de Miami           | 1,5                     | 6                       |

## Équipes
| Heat de Miami Effectif 2010-2011 |    |                        |                    |                           |
| Entraîneur : Erik Spoelstra      |    |                        |                    |                           |
| Pivot                            | 50 | Drapeau du Canada      | Joel Anthony       | UNLV                      |
| Arrière                          | 34 | Drapeau des États-Unis | Ray Allen          | Connecticut               |
| Arrière                          | 0  | Drapeau des États-Unis | Mike Bibby         | Arizona                   |
| Ailier fort                      | 1  | Drapeau des États-Unis | Chris Bosh         | Georgia Tech              |
| Meneur                           | 15 | Drapeau des États-Unis | Mario Chalmers     | Kansas                    |
| Pivot                            | 25 | Drapeau des États-Unis | Erick Dampier      | Mississippi State         |
| Ailier fort                      | 40 | Drapeau des États-Unis | Udonis Haslem      | Florida                   |
| Meneur                           | 55 | Drapeau des États-Unis | Eddie House        | Arizona State             |
| Pivot                            | 5  | Drapeau des États-Unis | Juwan Howard       | Michigan                  |
| Pivot                            | 11 |                        | Žydrūnas Ilgauskas | Lituanie                  |
| Ailier                           | 6  | Drapeau des États-Unis | LeBron James       | St. Vincent - St. Mary HS |
| Ailier                           | 22 | Drapeau des États-Unis | James Jones        | Miami                     |
| Pivot                            | 21 | Drapeau du Canada      | Jamaal Magloire    | Kentucky                  |
| Ailier                           | 13 | Drapeau des États-Unis | Mike Miller        | Florida                   |
| Pivot                            | 45 | Drapeau des États-Unis | Dexter Pittman     | Texas                     |
| Arrière                          | 3  | Drapeau des États-Unis | Dwyane Wade (C)    | Marquette                 |
| (C) Capitaine - Blessé           |    |                        |                    |                           |

| Mavericks de Dallas Effectif 2010-2011 |    |                        |                   |                     |
| Entraîneur : Rick Carlisle             |    |                        |                   |                     |
| Meneur                                 | 11 | Drapeau de Porto Rico  | J. J. Barea       | Northeastern        |
| Arrière                                | 3  | Drapeau de la France   | Rodrigue Beaubois | France              |
| Ailier                                 | 13 | Drapeau des États-Unis | Corey Brewer      | Florida             |
| Ailier                                 | 4  | Drapeau des États-Unis | Caron Butler      | Connecticut         |
| Ailier fort                            | 35 | Drapeau des États-Unis | Brian Cardinal    | Purdue              |
| Pivot                                  | 6  | Drapeau des États-Unis | Tyson Chandler    | Dominguez HS        |
| Pivot                                  | 33 | Drapeau des États-Unis | Brendan Haywood   | North Carolina      |
| Arrière                                | 20 | Drapeau des États-Unis | Dominique Jones   | South Florida       |
| Meneur                                 | 2  | Drapeau des États-Unis | Jason Kidd        | California          |
| Pivot                                  | 28 | Drapeau de la France   | Ian Mahinmi       | France              |
| Ailier                                 | 0  | Drapeau des États-Unis | Shawn Marion      | UNLV                |
| Ailier fort                            | 41 | Drapeau de l'Allemagne | Dirk Nowitzki     | Allemagne           |
| Arrière                                | 92 | Drapeau des États-Unis | DeShawn Stevenson | Washington Union HS |
| Ailier fort                            | 16 | Drapeau de la Serbie   | Peja Stojaković   | Kentucky            |
| Arrière                                | 31 | Drapeau des États-Unis | Jason Terry       | Arizona             |
| (C) Capitaine - Blessé                 |    |                        |                   |                     |

## Statistiques individuelles

### Mavericks de Dallas
| Joueur            | MJ | MC | MPG  | PPG  | FG%   | 3P%   | FT%   | RPG | APG | SPG | BPG |
| ----------------- | -- | -- | ---- | ---- | ----- | ----- | ----- | --- | --- | --- | --- |
| J. J. Barea       | 6  | 3  | 21,4 | 8,8  | 38,3% | 33,3% | 71,4% | 2,2 | 3,2 | 0,5 | 0   |
| Brian Cardinal    | 5  | 0  | 6,1  | 1,4  | 66,7% | 66,7% | 50,0% | 0,2 | 0,2 | 0,2 | 0   |
| Tyson Chandler    | 6  | 6  | 37,3 | 9,7  | 59,4% | 0%    | 62,5% | 8,8 | 0,7 | 1,2 | 1,2 |
| Brendan Haywood   | 3  | 0  | 8,5  | 1,7  | 33,3% | 0%    | 50,0% | 2,3 | 0   | 0,3 | 1,0 |
| Jason Kidd        | 6  | 6  | 37,4 | 7,7  | 38,9% | 42,9% | 75,0% | 4,5 | 6,3 | 1,2 | 0,8 |
| Ian Mahinmi       | 3  | 0  | 9,0  | 3,0  | 60,0% | 0%    | 60,0% | 1,7 | 0   | 0,3 | 0   |
| Shawn Marion      | 6  | 6  | 35,8 | 13,7 | 47,9% | 0%    | 82,4% | 6,3 | 2,3 | 0,7 | 0,7 |
| Dirk Nowitzki     | 6  | 6  | 40,4 | 26,0 | 41,6% | 36,8% | 97,8% | 9,7 | 2,0 | 0,7 | 0,7 |
| DeShawn Stevenson | 6  | 3  | 17,2 | 7,0  | 54,3% | 56,5% | 75,0% | 1,5 | 0,3 | 0,7 | 0,2 |
| Peja Stojaković   | 4  | 0  | 6,4  | 0,5  | 20,0% | 0%    | 0%    | 0,8 | 0   | 0,5 | 0   |
| Jason Terry       | 6  | 0  | 32,6 | 18,0 | 49,4% | 39,3% | 75,0% | 2,0 | 3,2 | 1,3 | 0   |

### Heat de Miami
| Joueur         | MJ | MC | MPG  | PPG  | FG%   | 3P%   | FT%   | RPG | APG | SPG | BPG |
| -------------- | -- | -- | ---- | ---- | ----- | ----- | ----- | --- | --- | --- | --- |
| Joel Anthony   | 6  | 6  | 20,6 | 1,3  | 28,6% | 0%    | 0%    | 3,5 | 0,3 | 0,2 | 1,2 |
| Mike Bibby     | 5  | 5  | 17,4 | 3,8  | 35,0% | 29,4% | 0%    | 1,4 | 1,0 | 1,4 | 0,2 |
| Chris Bosh     | 6  | 6  | 39,4 | 18,5 | 41,3% | 0%    | 77,8% | 7,3 | 1,0 | 0,2 | 0,5 |
| Mario Chalmers | 6  | 1  | 28,9 | 11,8 | 42,6% | 40,0% | 73,9% | 2,7 | 3,5 | 1,7 | 0   |
| Udonis Haslem  | 6  | 0  | 29,4 | 6,7  | 45,0% | 0%    | 80,0% | 5,2 | 0,7 | 0,5 | 0,5 |
| Eddie House    | 2  | 0  | 12,3 | 4,5  | 33,3% | 37,5% | 0%    | 2,0 | 0,5 | 1,0 | 0   |
| Juwan Howard   | 5  | 0  | 5,9  | 1,8  | 60,0% | 0%    | 50,0% | 1,2 | 0,2 | 0   | 0   |
| LeBron James   | 6  | 6  | 43,6 | 17,8 | 47,8% | 32,1% | 60,0% | 7,2 | 6,8 | 1,7 | 0,5 |
| Mike Miller    | 6  | 0  | 15,6 | 3,5  | 30,4% | 38,9% | 0%    | 2,8 | 0,8 | 0,8 | 0,2 |
| Dwyane Wade    | 6  | 6  | 39,0 | 26,5 | 54,6% | 30,4% | 69,4% | 7,0 | 5,2 | 1,5 | 1,5 |